# Bobrowice (Szprotawa)
Bobrowice (deutsch Boberwitz) ist ein Dorf in der Landgemeinde Szprotawa im Powiat Żagański in der Woiwodschaft Lebus in Polen. Es ist ein von Polen  an einer Boberschleife angelegtes Dorf. Das lockere Straßendorf ist 1 Kilometer lang. Der Fluss Bober gab dem Ort seinen Namen.

## Geographie

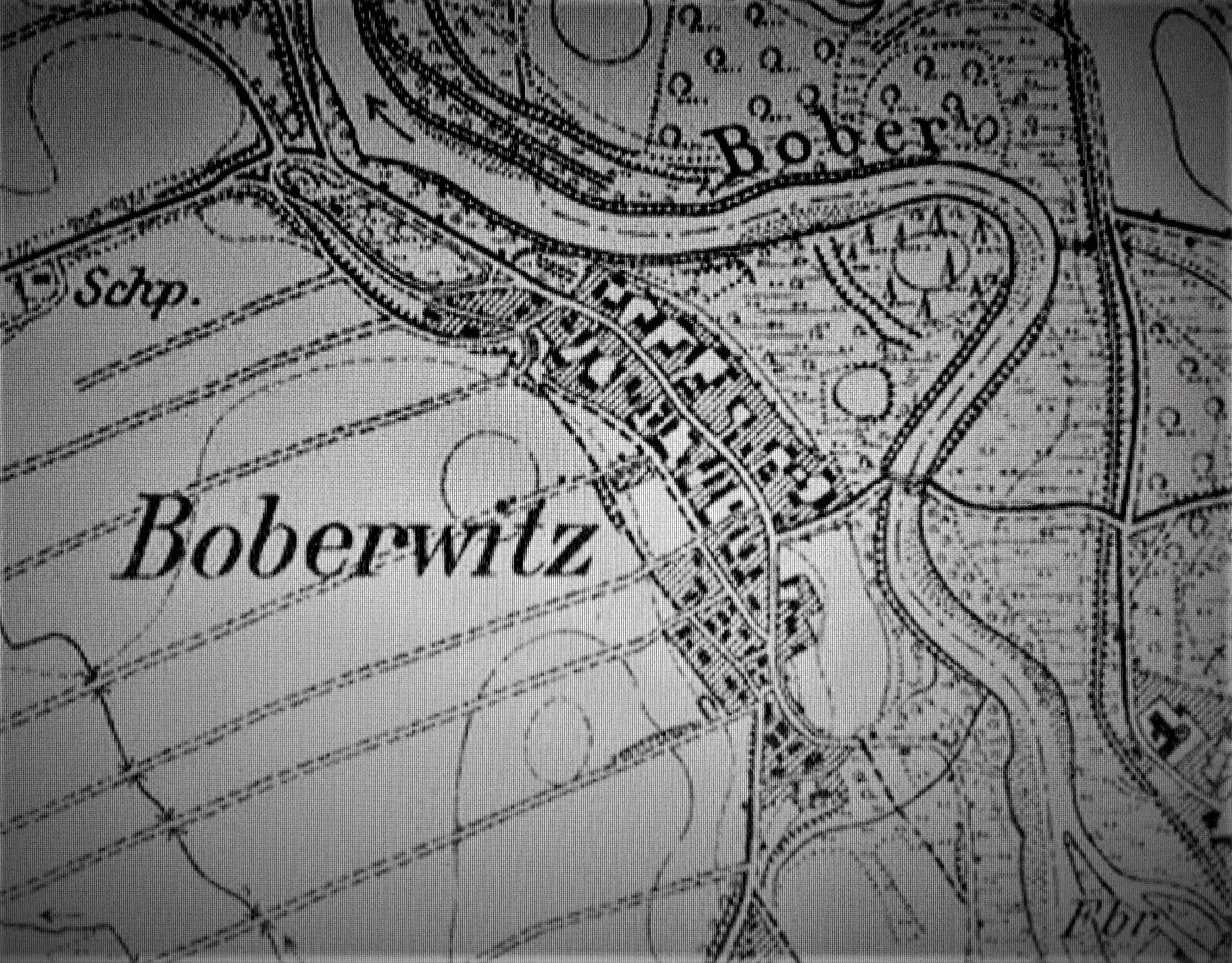
Boberwitz am Bober, 1903

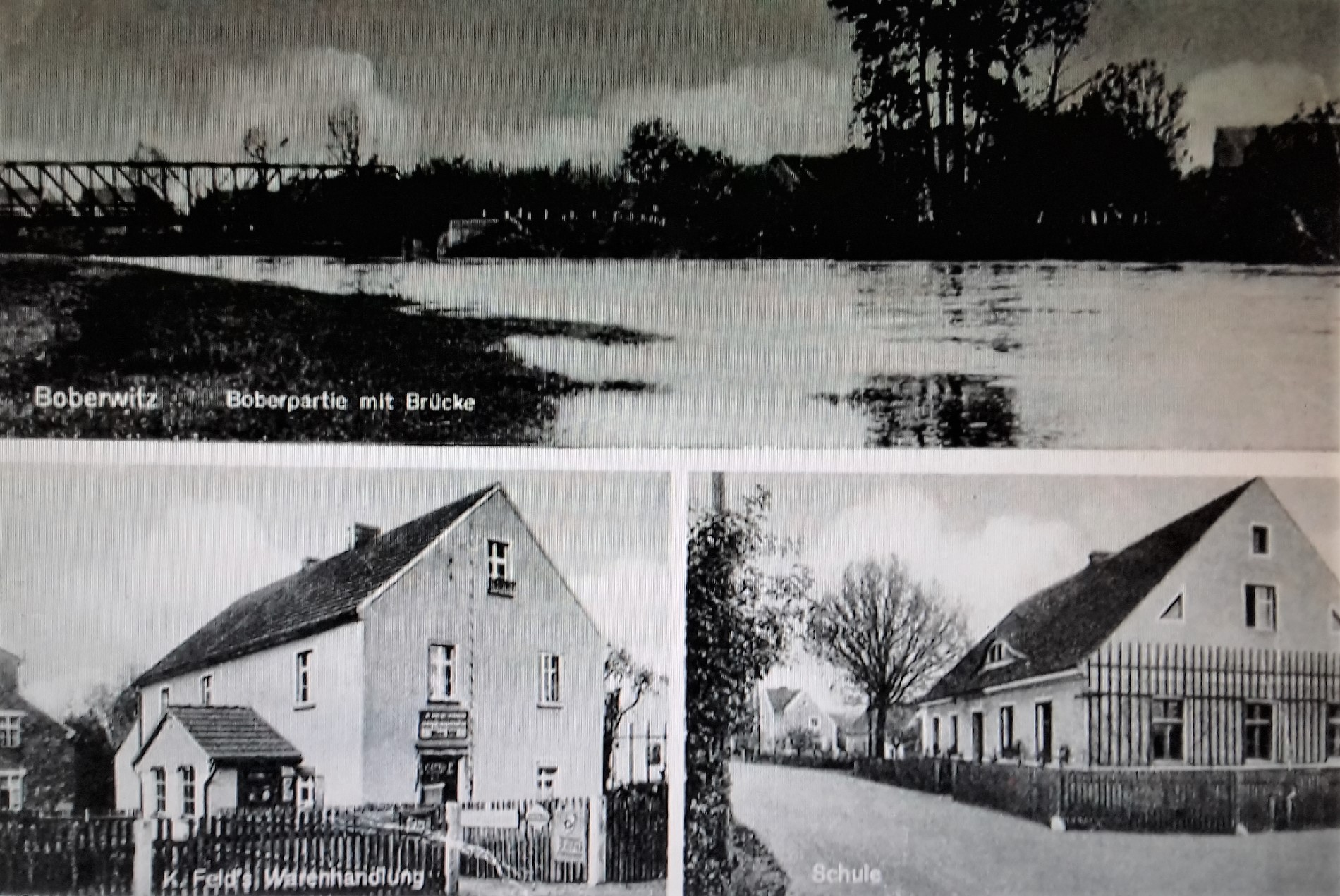
Boberwitz Ortsansicht

Boberwitz liegt südwestlich der Stadt Szprotawa, deutsch Sprottau auf der linken Boberseite. Im Osten Boberwitz fließt der Bober von Süd nach Nord in einem Bogen am Ort entlang. Gegenüber auf dem rechten Boberufer liegt das Kirchdorf Nieder Leschen. 

## Geschichte
Boberwitz wurde 1260 als polnisches Dorf Bobronice erwähnt, 1339 erhielt das Dorf als Standort Deutsches Recht. Um 1600 ist ein Kretscham, eine Dorfrichterstätte im Ort bekannt.
Gerichtsbarkeit: Die Niedere Gerichtsbarkeit wurde nachweislich seit 1600 durch einen Scholz und Erbrichter Georg Woyt mit einem Schöffengericht ausgeübt. 1671 heiratete ein Sohn eines im Ort verbliebenen schwedischen Korporals die Kretscham-Witwe Woyt. Diese zurück gelassenen Schweden waren das evangelische Glaubenspfand des Schwedenkönigs in Schlesien.

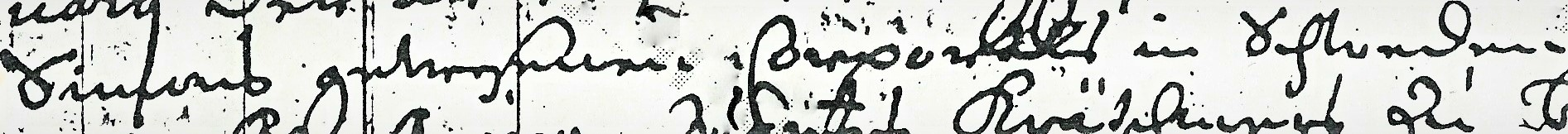
Simon, gewesener Korporal in Schweden, 1672

Die Anlage von Teichen am Ort werden in den Rechnungsunterlagen der Stadt Sprottau schon im 16. Jahrhundert belegt. Ein Sägewerk mit Gleisanschluss gab im 19./20. Jhrh. der Bevölkerung neben dem Landwirtschaftsbetrieb Arbeit. Acht Handwerker und Händler übten ihr Gewerbe aus. Die Kinder wurden in einer evangelischen Schule unterrichtet. Eine evangelische und auch katholische Kirche war im Nachbardorf Niederleschen, auch Nieder Leschen geschrieben. Eine Poststelle war eingerichtet.
1945, nach Kriegsende, fiel Boberwitz an Polen und wurde in Bobrowice umbenannt. Die deutsche Bevölkerung wurde vertrieben.

## Einwohner
- 1821  262 Ew.
- 1845  359 Ew.  in 43 Häuser
- 1848  371 Ew.
- 1890  288 Ew.  in 49 Häusern
- 1939  266 Ew.
- 2020  137 Ew.

## Sehenswürdigkeiten und Rudimente
- Historische Grenzwallanlage, Waly Slaskie
- Ein blau gekennzeichneter Wanderweg der Göppert-Pfad führt zu den historischen Stätten in der Dorfumgebung
- Südlich des Dorfes befindet sich ein ehemaliger deutscher Friedhof mit rudimenten Gräbern.
- Kretscham